# Skatteflyktslagen
Skatteflyktslagen, egentligen lagen (1995:575) mot skatteflykt, är en svensk lag, som innehåller en generalklausul mot skatteflykt. Med skatteflykt avses vissa handlingar gjorda i syfte att undvika eller minska skatt.